# Changan Mazda
Changan Mazda (officiellement Changan Mazda Automobile Co., Ltd.) est une entreprise de fabrication automobile dont le siège est à Nanjing, Chine et une coentreprise à parts égales. entre Changan Automobile et Mazda. L'activité principale de l'entreprise est la fabrication de voitures particulières de marque Mazda destinées au marché chinois. La société a été créée en décembre 2012 après la décision de restructuration de Changan Ford Mazda, par laquelle Ford et Mazda sont convenus de travailler avec Changan en tant que coentreprises distinctes,.

## Des produits
- Mazda3 Axela
- Mazda CX-5
- Mazda CX-8
- Mazda CX-30
- Mazda CX-50
- Mazda EZ-60

## Galerie

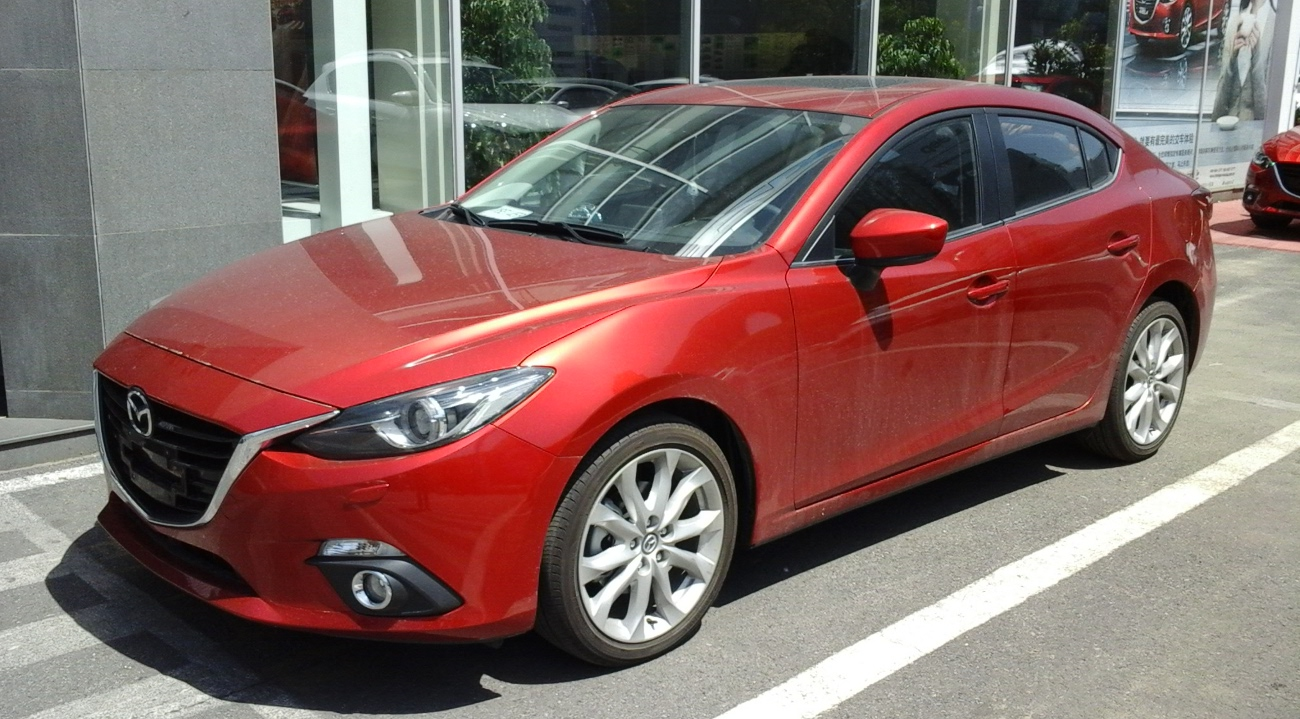
Mazda 3 Axela sedan
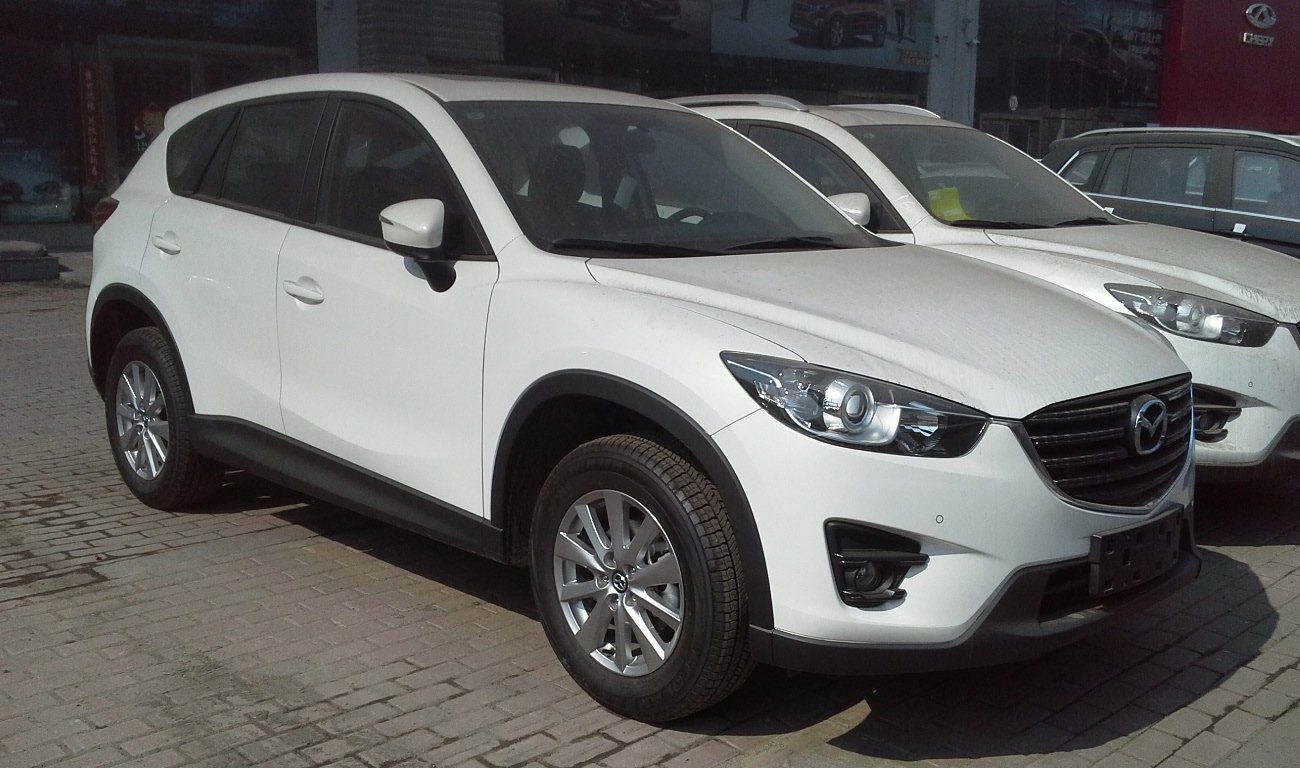
Mazda CX-5
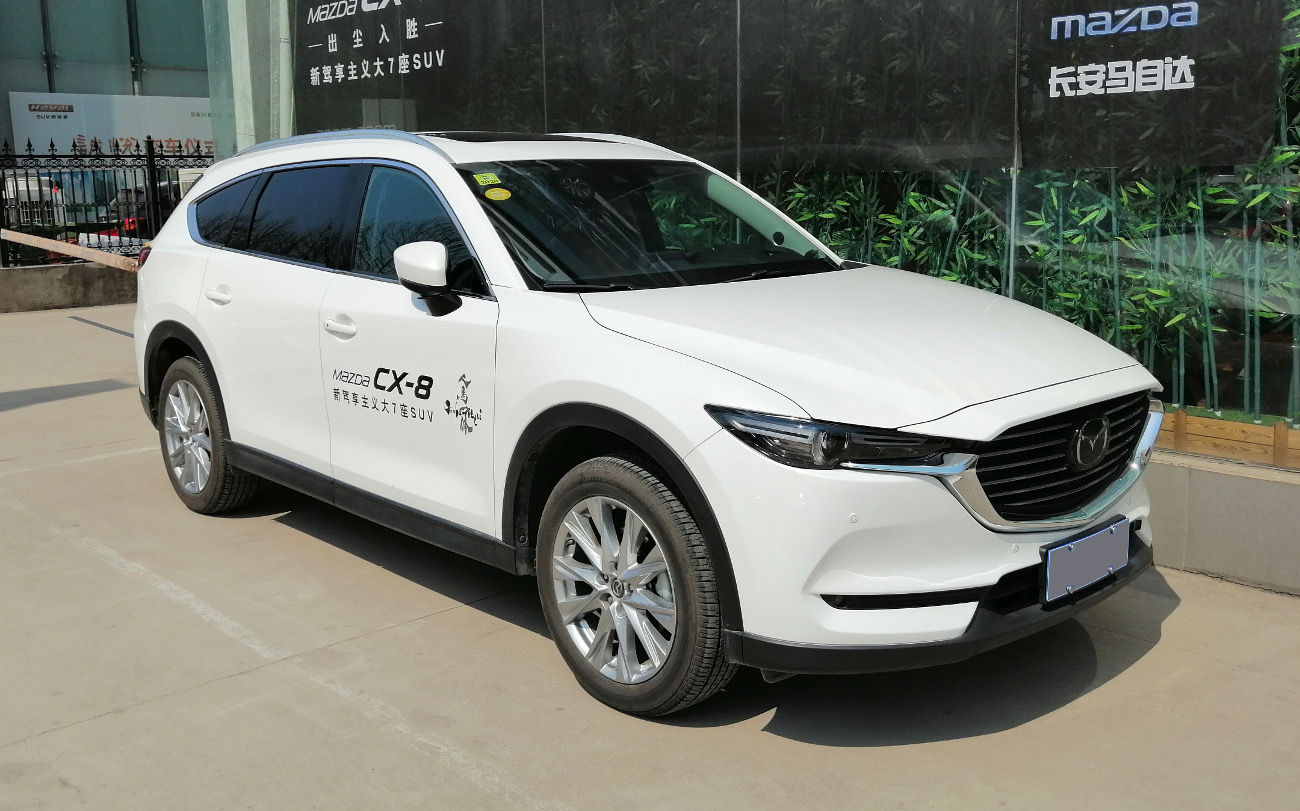
Mazda CX-8
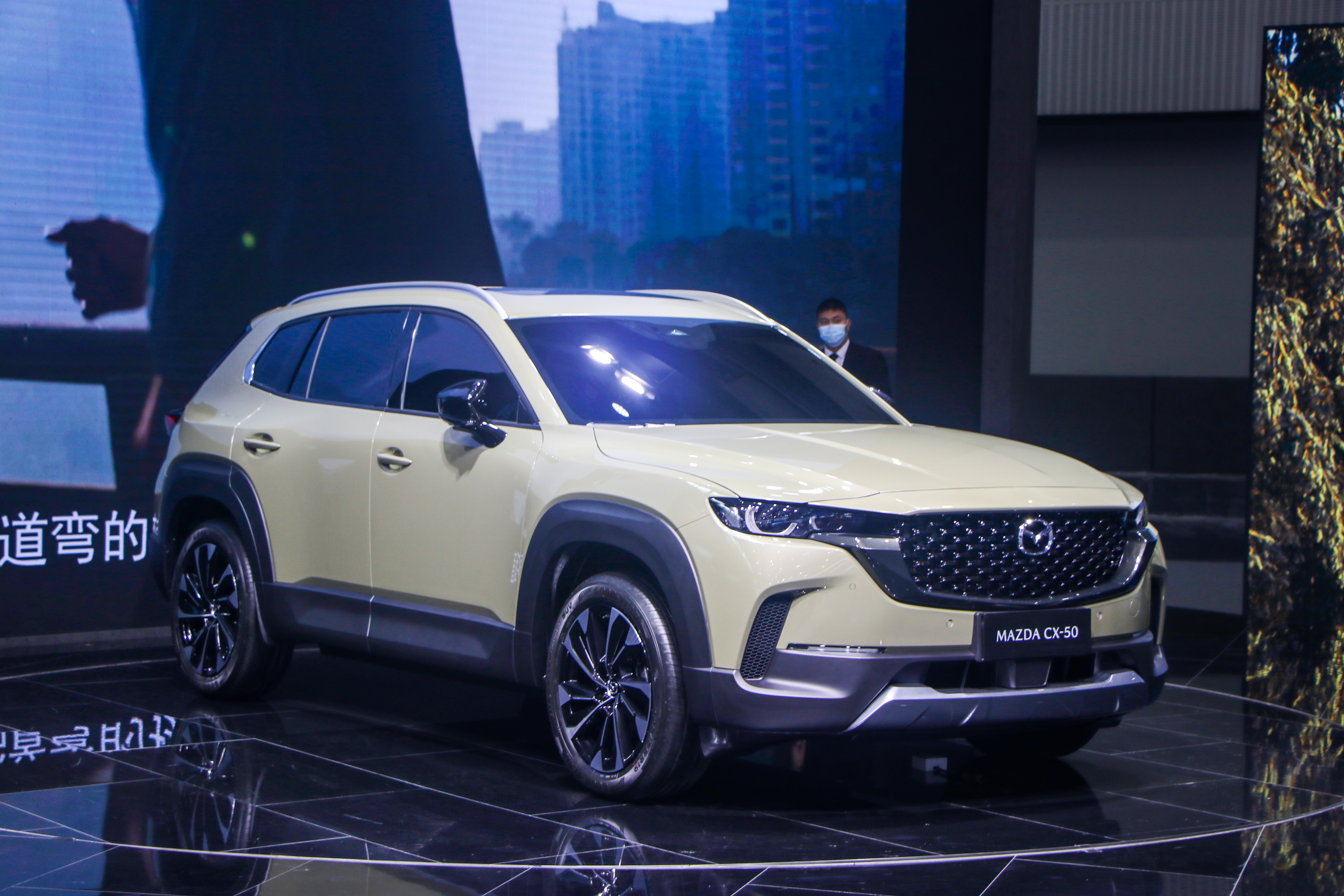
Mazda CX-50

## Les références
1. ↑  « Ford, Mazda, Changan get final OK from China to split venture », Thomson Reuters, 30 novembre 2012 (consulté le 28 juin 2018)
2. ↑  Restructure of Changan Ford Mazda Automobile Approved - New joint venture Changan Mazda Automobile established, Mazda Newsroom, 30 November 2012